# Próby porozumienia polsko-ukraińskiego podczas II wojny światowej
Próby porozumienia polsko-ukraińskiego podczas II wojny światowej – negocjacje prowadzone przez przedstawicieli Rządu RP na uchodźstwie i Polskiego Państwa Podziemnego z przedstawicielami ukraińskiego społeczeństwa w latach II wojny światowej (1939–1945).

## Wprowadzenie
W czasie II wojny światowej prawie wszystkie polskie ugrupowania polityczne (jedynym wyjątkiem byli komuniści, reprezentujący interesy ZSRR) opowiadały się za odtworzeniem na wschodzie granicy państwa sprzed 1 września 1939. Różniły się tylko podejściem do kwestii Ukraińców zamieszkujących wschodnie tereny państwa. Powstały trzy różne koncepcje:
- Endecja nie przewidywała żadnych ustępstw, nawet w sferze kulturalnej. Zapowiadała surowe ukaranie Ukraińców i innych mniejszości narodowych (Białorusini, Żydzi) za zdradę II RP, współpracę z Niemcami i Sowietami oraz zbrodnie na ludności polskiej. Ponadto opracowywała szczegółowy program polonizacji ziem wschodnich po wojnie. Składać się na nią miały takie działania jak ograniczenie praw niepolskich grup narodowościowych poprzez zakaz swobodnego poruszania się po kraju, sprawowania jakichkolwiek urzędów państwowych i samorządowych, wykonywania niektórych zawodów, wprowadzenie nadzoru państwowego wykorzystywania innych praw obywatelskich, likwidacja szkolnictwa mniejszości narodowych, wprowadzenie akcji wychowawczej w duchu polskości oraz kolonizacji polskiej. Procesom polonizacji Kresów Wschodnich miały towarzyszyć przesiedlenia Ukraińców i Białorusinów do centralnej i zachodniej Polski, tak by rozproszyć ich wśród Polaków. Część działaczy opowiadała się nawet za całkowitym wysiedleniem ludności ukraińskiej i białoruskiej poza granicę ryską, na tereny USRR i Białoruskiej Socjalistycznej Republiki Radzieckiej.
- Działacze Stronnictwa Ludowego, Stronnictwa Pracy (chadecja) i Polskiej Partii Socjalistycznej-WRN planowali zagwarantować Ukraińcom prawdziwe równouprawnienie obywatelskie w ramach restytuowanego państwa polskiego (w myśl zasady równe prawa, równe obowiązki) oraz autonomię narodowościowo-kulturalną (nieterytorialną) na wzór swobód przysługujących im w Galicji przed I wojną światową. Uważali, że Polska powinna naprawić błędy międzywojennej polityki narodowościowej. Opowiadali się za wprowadzeniem na terenie południowo-wschodnich województw RP szerokiego samorządu oraz pełnego równouprawnienia języka ukraińskiego z polskim w życiu publicznym i szkolnictwie. Sprzeciwiali się stanowczo stosowaniu rozwiązań siłowych opartych na zasadzie odpowiedzialności zbiorowej, uznając je za „barbarzyństwo, które zwaśniłoby zupełnie Polaków i Ukraińców”.
- Działacze Stronnictwa Demokratycznego i Partii Socjalistycznej optowali za nadaniem Ukraińcom autonomii terytorialnej w ramach Polski, a tym samym stworzeniem alternatywy dla sowieckiej USRR.

Pomiędzy zwolennikami tych opcji trwała ostra walka polityczna i wzajemne blokowanie swoich poczynań, w związku z czym do 1943 nie wypracowano spójnego stanowiska na ten temat, pomimo że liczono się z koniecznością stoczenia kolejnej, po wojnie polsko-ukraińskiej, wojny o Kresy Wschodnie. Już w listopadzie 1941 meldował o tym do rządu polskiego w Londynie Stefan Rowecki Grot. Przewidywał on prawie pewny wybuch walk o Małopolskę Wschodnią, natomiast w przypadku Wołynia sądził, że uda się uniknąć walk za cenę kompromisu.
W tym czasie wszystkie niekomunistyczne ugrupowania ukraińskie opowiadały się za utworzeniem niepodległego państwa ukraińskiego, w skład którego miały wejść m.in. Galicja Wschodnia, Wołyń, a także tzw. Zakerzonie (Chełmszczyzna, Zasanie, Łemkowszczyzna, Podlasie). Dopuszczano rezygnację z części żądań w zamian za uznanie niepodległości Ukrainy, jednak ostatecznym ustępstwem mogła być co najwyżej granica na Bugu i Sanie.
Poza wykluczającymi się wzajemnie stanowiskami w sprawach terytorialnych, w których żadna ze stron nie uznawała jakiegokolwiek kompromisu, na przeszkodzie porozumienia polsko-ukraińskiego stała również rozbieżność orientacji politycznych obu stron w toczącej się wojnie. Rząd RP na uchodźstwie i Polskie Państwo Podziemne, ze względu na konieczność dochowania lojalności wobec koalicji antyhitlerowskiej, której jednym z najważniejszych członków był ZSRR, nie mogły podejmować żadnych działań wymierzonych przeciwko jego wewnętrznym interesom, co sprawiało, że istnienie niepodległej Ukrainy w jakimkolwiek kształcie terytorialnym pozostawało w sprzeczności z polską racją stanu. Nawet gdyby hipotetycznie strona ukraińska zgodziła się na przynależność Wołynia i Galicji Wschodniej do Polski, to w zamian wysunęłaby pod jej adresem żądanie oficjalnego uznania niepodległości Ukrainy na wschód od Zbrucza, co ze względu na ciążące zobowiązania sojusznicze było dla strony polskiej absolutnie nie do zaakceptowania. Z tego względu zawieranie przez legalne polskie władze ewentualnych sojuszy z przedstawicielami niepodległościowego podziemia ukraińskiego mogło odbywać się tylko w skali lokalnej i mieć charakter krótkotrwałych, taktycznych porozumień.

## Rozmowy

### Lata 1939-1941
W związku z wymienionymi rozbieżnościami stanowisk, obie strony nie miały sobie do zaoferowania praktycznie nic. Chodziło raczej o sondowanie stanowisk, sprawdzenie skłonności do ustępstw, oraz, ze strony polskiej, chęć neutralizacji części społeczeństwa ukraińskiego w przewidywanym konflikcie, w zamian za ustępstwa polityczne.
4 stycznia 1940 profesor Olgierd Górka przedstawił rządowi RP na uchodźstwie memoriał dotyczący stosunków polsko-ukraińskich. W odpowiedzi na memoriał 16 lutego 1940 w Paryżu Bogusław Longchamps de Bérier przedłożył swoje uwagi: uważał, że Ukraina byłaby niebezpieczniejszym sąsiadem niż Rosja, stanął również na stanowisku nienaruszalności granic wschodnich. 7 marca 1940 dr Ludwik Grodzicki koreferujący memoriał i uwagi do niego, zaproponował wymianę ludności polskiej i ukraińskiej, oraz przebieg przyszłej granicy polsko-ukraińskiej Bugiem do stacji kolejowej Krasne, Gniłą lub Złotą Lipą do ujścia, Dniestrem w górę do ujścia Łomnicy i Łomnicą do południowej granicy w Karpatach. W Polsce pozostałby wtedy Lwów oraz prawie całe Borysławsko-Drohobyckie Zagłębie Naftowe (bez Bitkowa i kopalni soli potasowych).
Do pierwszych kontaktów pomiędzy OUN-B a przedstawicielami polskiego podziemia doszło już w 1940. 10 i 11 stycznia 1940 w Bukareszcie doszło do rozmów pomiędzy działaczami ukraińskimi z Rumunii z jednej strony a ambasadorem Rogerem Raczyńskim, radcą ambasady Alfredem Ponińskim i Jerzym Giedroyciem.
W kwietniu 1940 grupa mjr Zygmunta Dobrowolskiego skontaktowała się z umiarkowanymi ukraińskimi działaczami nacjonalistycznymi, a przez nich przedstawicielka grupy Władysława Piechowska dotarła do metropolity Andrzeja Szeptyckiego, przeprowadzając od kwietnia do lipca 1940 kilka rozmów. W rozmowach sondowano możliwość porozumienia między Polakami a Ukraińcami, jednak nie angażowano się w poważniejsze rozmowy. Zabraniały tego dyrektywy Naczelnego Dowództwa we Francji, rezerwujące tego typu rozmowy dla rządu polskiego. Padła propozycja, aby księża greckokatoliccy wywarli wpływ na nacjonalistów ukraińskich, aby zaprzestali denuncjacji Polaków. W zamian zaoferowano wywarcie wpływu na kler rzymskokatolicki i własne organizacje, w celu złagodzenia nastrojów antyukraińskich. Rozmowy spotkały się ze zrozumieniem ze strony metropolity, starał się on wpływać na zmianę negatywnego stanowiska Ukraińców wobec Polaków, co mu się w tym czasie częściowo udało.
Na emigracji rząd Władysława Sikorskiego w Paryżu i Angers nawiązał kontakty z przedstawicielami powstałego emigracyjnego rządu petlurowców – Ołeksandrem Szulhynem i Ołeksandrem Udowyczenko. Zdając sobie sprawę ze słabości rządu ukraińskiego, doradzono Ukraińcom, aby rozszerzyli skład tworzonego w Paryżu Ukraińskiego Komitetu Narodowego o przedstawicieli UNDO, OUN, USDRP oraz emigracji ukraińskiej z Kanady i Rumunii. Rząd RP na uchodźstwie wyasygnował 60 tysięcy franków, w celu sfinansowania wyjazdu Wołodymyra Sołowija na rozmowy z OUN we Włoszech, oraz wyjazdu Ołeksandra Szulhyna do Finlandii w celu przeprowadzenia rozmów z OUN, oraz werbowania Ukraińców spośród jeńców radzieckich do walki po stronie aliantów, w ramach polskiej armii.
We Francji jednak działał jednak Ukraiński Związek Ludowy, którym kierowali Mykoła Sciborski i Wołodymyr Martyneć. Zwalczali oni i petlurowców, i ich prawo do rozmów z polskim rządem. Zwalczali również propagandę zachęcającą do wstępowania Ukraińców do polskiej armii, zachęcając ich do wstępowania do armii francuskiej. Ich działania doprowadziły do bojkotu werbunku, który to werbunek rozpoczął się 18 stycznia 1940.
Niezależnie od tych rozmów, z Ukraińcami prowadziły rozmowy ambasada polska w Bukareszcie i konsulat w Czerniowcach. Wzięli w nich udział przedstawiciele nacjonalistów ukraińskich z Bukowiny Wołodymyr Załoziećkyj i Jurij Serbyniuk, oraz przedstawiciel Ukraińców z Besarabii Hawryluk. Do rozmów dołączył później Wołodymyr Sołowij. Rozmowy te trwały w okresie od listopada 1939 do lutego 1940.

### Lata 1941-1943
Częstsze spotkania nastąpiły dopiero w 1941. Pośrednikami w kontaktach byli duchowni greckokatoliccy. W latach 1941–1943 doszło do kilkunastu takich spotkań. Ze strony polskiej brali w nich udział ppłk Henryk Pohoski Walery, Stanisław Bezdek Władysław, Marian Chirowski Zmora i Stanisław Piotrowski Baryka. Ze strony ukraińskiej – Jewhen Wreciona, Zinowij Matła, Mychajło Stepaniak i Wasyl Ochrymowycz. Podczas negocjacji strona polska, w zamian za zgodę na pozostanie w granicach państwa polskiego, obiecywała Ukraińcom pełne równouprawnienie polityczne i kulturalne. Zachęcała również do prezentowania postawy antysowieckiej, aby podkreślić brak zgody na przemawianie ZSRR w imieniu mieszkańców tych terenów. Strona ukraińska natomiast żądała wyrzeczenia się planów zajęcia Ukrainy Zachodniej, zaprzestania współpracy z partyzantką sowiecką oraz antyukraińskiej akcji propagandowej w polskiej prasie podziemnej, odwołania przygotowań wojskowych do powstania (Akcja Burza). Negocjacje wobec skrajnie sprzecznych stanowisk stron nie przyniosły pozytywnych efektów.
Również w lipcu 1941 roku rozpoczęły się rozmowy polsko-ukraińskie prowadzone przez przewodniczącego  Ukraińskiego Komitetu Centralnego Wołodymyra Kubijowycza i przedstawiciela ZWZ-AK Mirosława Żuławskiego. Kontynuowane były następnie we wrześniu 1941, marcu 1942 i marcu 1943. Głównym problemem w rozmowach było uzgodnienie przebiegu przyszłej granicy polsko-ukraińskiej. Ukraińcy twierdzili, że w obliczu dwóch wrogów: hitlerowskich Niemiec i Rosji Sowieckiej, oba narody są zmuszone do wzajemnych ustępstw i zawarcia porozumienia. Zaproponowali kompromis z granicą pomiędzy linią Bugu i Sanu a linią Zbrucza, określając nawet szczegółowiej, że mogłaby ona przebiegać w Galicji Wschodniej wzdłuż rzek Opór i Złota Lipa (z pozostawieniem Lwowa i Borysławsko-Drohobyckiego Zagłębia Naftowego po stronie polskiej), zaś na Wołyniu wzdłuż rzeki Styr. Polacy stali na stanowisku nienaruszalności granicy ryskiej. Do zawarcia porozumienia nie doszło.
Prowadzono również prywatne rozmowy sondażowe z Mileną Rudnycką, Wasylem Mudrym, Wołodymyrem Horbowym, Stepanem Skrypnykiem i innymi, głównie w okresie sierpień-październik 1941.

### Rok 1943
31 marca 1943 Rząd RP na uchodźstwie przyjął uchwałę, w której gwarantował ludności ukraińskiej pełne, prawne i faktyczne równouprawnienie we wszystkich dziedzinach życia, swobody religijne dla Kościołów: greckokatolickiego i polskiego autokefalicznego prawosławnego, zapowiadał wprowadzenie na terenach zamieszkałych przez Ukraińców rozbudowanego, dwujęzycznego samorządu terytorialnego i utworzenie ukraińskiego uniwersytetu we Lwowie. Obiecywał ponadto poszerzenie składu Rady Narodowej RP o dwóch przedstawicieli ludności ukraińskiej z Galicji Wschodniej i jednego z Wołynia, zatrudnienie pewnej liczby Ukraińców w aparacie państwowym oraz otoczenie opieką kulturalną i wyznaniową żołnierzy Armii Polskiej na Wschodzie narodowości ukraińskiej. W kraju jednak deklaracji polskiego rządu nie opublikowano, gdyż środowiska niechętne uchwale, skupione w Biurze Narodowościowym Delegatury Rządu na Kraj uznały, że jest ona szkodliwa dla interesów Polski i jest oznaką słabości i wstrzymały jej publikację. Do takiego stanowiska przyczyniły się głównie informacje o ludobójczych czystkach etnicznych dokonywanych przez nacjonalistów ukraińskich na Wołyniu i w konsekwencji coraz większy wzrost antyukraińskich nastrojów w polskim społeczeństwie na Kresach Wschodnich. 30 lipca 1943 r. Krajowa Reprezentacja Polityczna wydała własną odezwę do obywateli II RP narodowości ukraińskiej, w której stwierdzono, że społeczeństwo ukraińskie poszło, inną niż Polacy, drogą współpracy z obu okupantami, a akty okrucieństwa wobec Polaków powodują przepaść pomiędzy narodami. Odezwa zapowiadała brak ustępstw w sprawach terytorialnych i gwarancje co do równości praw i obowiązków obywatelskich. Na zakończenie stwierdzono: „Na zegarze dziejów zbliża się wielka historyczna godzina – godzina ostatecznego zwycięstwa sprawiedliwości. Kto jej wyczuć nie potrafi, ten sam na siebie wydaje wyrok”. Stronnictwo Demokratyczne odniosło się do tej odezwy krytycznie. Zdaniem Ryszarda Torzeckiego odezwa zawierała sformułowania niezręczne i nie dało się za jej pomocą osiągnąć porozumienia.
Latem 1943 na Wołyniu kolejną próbę "neutralizacji" Ukraińców podjął Okręgowy Delegat Rządu Kazimierz Banach Jan Linowski. 7 lipca przeprowadzono wstępne rozmowy w okolicy Swinarzyna. 8 lipca delegacja pojechała na dalsze rozmowy do wsi Kustycze, gdzie po odbyciu rozmów wysłani przez niego Zygmunt Rumel Krzysztof Poręba i Krzysztof Markiewicz Czart zostali zamordowani 10 lipca 1943. Również 20-osobowy polski oddział Celestyna Dąbrowskiego podjął rozmowy, został wciągnięty w zasadzkę i wymordowany przez oddział UPA we wsi Dominopol.

Po stronie ukraińskiej próby rozmów z przedstawicielami polskiego podziemia podejmował reprezentujący umiarkowany, nie-nacjonalistyczny nurt ukraińskiego podziemia Taras Bulba-Borowec. 16 czerwca 1943 roku wydał on odezwę do Polaków, w której wezwał ich do podjęcia wspólnej walki narodowowyzwoleńczej z dwoma wspólnymi wrogrami - Sowietami i Niemcami. Kwestię polsko-ukraińskich sporów terytorialnych proponował odłożyć na okres powojenny, do rozstrzygnięcia przez rządy obu niepodległych państw. Ponieważ Polacy stali twardo na stanowisku restytucji granic sprzed sowieckiej agresji z września 1939 roku, rozmowy nie przyniosły żadnego rezultatu..
W lipcu 1943 r. kierownictwo OUN-SD (OUN(b)) wydało odezwę w której całą odpowiedzialność za wywołanie konfliktu zrzucono na stronę polską, ponadto świadomie dezinformowano Polaków obiecując pełną swobodę i bezpieczeństwo. W październiku 1943 r. Prowid OUN-B wydał pełen sprzeczności komunikat w której napady na polską ludność usprawiedliwiano pomocą jakoby ta udzielała Niemcom i Sowietom "w niszczeniu Ukraińców" (co potwierdzało prowadzenie antypolskich akcji), a jednocześnie zaprzeczano że ukraiński naród i OUN ma coś z tym wspólnego.

### Rok 1944
Rozmowy polsko-ukraińskie nie przyniosły pozytywnego rezultatu. Obie strony miały sprzeczne cele i nie miały sobie do zaoferowania nic, co mogło być przyjęte przez drugą stronę. Ostatnie spotkanie delegacji miało miejsce 8 marca 1944. 

## Literatura
- Grzegorz Motyka, Ukraińska partyzantka 1942-1960, Warszawa 2006 Wyd. Instytut Studiów Politycznych PAN, Oficyna Wydawnicza "Rytm", ISBN 83-88490-58-3 (ISP PAN,) ISBN 83-7399-163-8 (Rytm), ISBN 978-83-88490-58-3;
- Grzegorz Motyka, Rafał Wnuk – „Pany i rezuny. Współpraca AK-WiN i UPA 1945-1947”, Warszawa 1997, ISBN 83-86857-72-2
- Ryszard Torzecki – "Polacy i Ukraińcy. Sprawa ukraińska w czasie II wojny światowej na terenie II Rzeczypospolitej", Warszawa 1993, ISBN 83-01-11126-7
- Zygmunt Woźniczka, Rzeź wołyńska w dokumentach i publicystyce Polskiego Państwa Podziemnego i Rządu RP na Uchodźstwie, Wydawnictwo Uniwersytetu Śląskiego, Katowice 2015 [dostęp 2020-05-30].
- Grzegorz Pawlikowski, Ukraińska mniejszość narodowa w powojennej Polsce w programach partii i organizacji konspiracyjnych (1939-1945), „Polityka i Społeczeństwo” (7/2010) [dostęp 2020-05-30]. Brak numerów stron w czasopiśmie